# Triple assassinat de militantes kurdes à Paris
Le triple assassinat de militantes kurdes à Paris est le meurtre de Fidan Doğan, Sakine Cansız et Leyla Söylemez, membres du Parti des travailleurs du Kurdistan, dans la nuit du 9 au 10 janvier 2013 dans le 10e arrondissement de Paris.
L’auteur présumé est un nationaliste turc, Omer Güney, infiltré dans les milieux kurdes. Il meurt  fin 2016 quelques semaines avant l’ouverture de son procès. Les services secrets turcs, le MIT, sont considérés comme les probables commanditaires par la justice française.

## Faits
Dans la nuit du mercredi 9 janvier au jeudi 10 janvier 2013, les corps de Fidan Doğan, Sakine Cansız, cofondatrice du Parti des travailleurs du Kurdistan (PKK), et Leyla Söylemez, toutes trois militantes kurdes, ont été découverts à Paris, dans les locaux du Centre d'information sur le Kurdistan au 147 rue La Fayette, visiblement exécutées, chacune de plusieurs balles dans la tête.

## Enquête

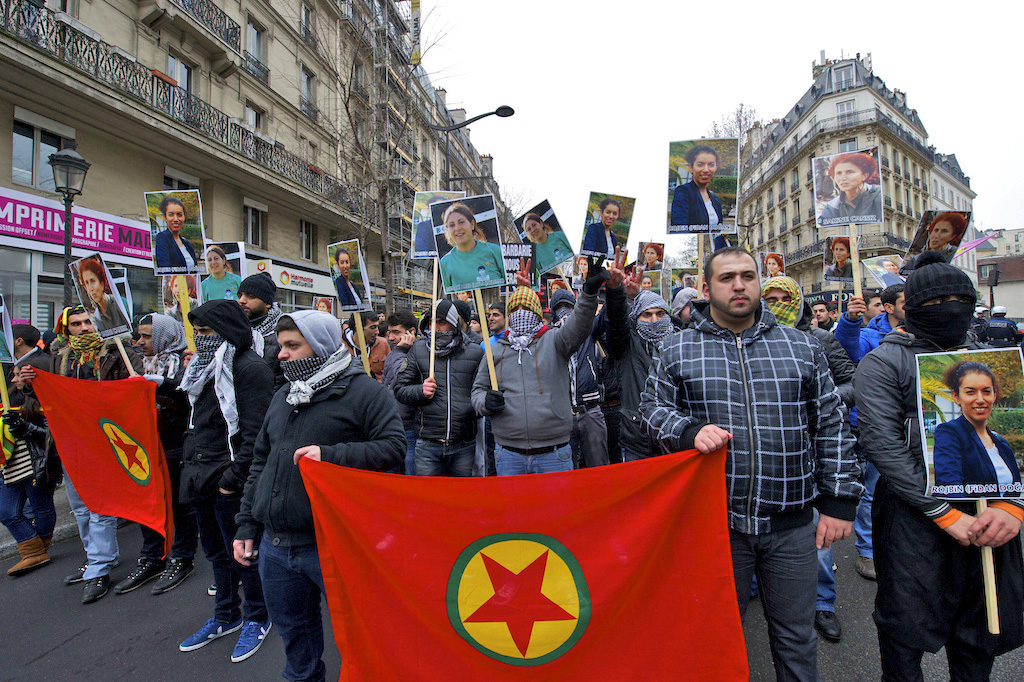
Manifestation de janvier 2013 à Paris demandant justice pour l'assassinat des trois militantes kurdes.

Selon la justice française, il est probable que les services secrets turcs, le MİT, soient impliqués dans le triple meurtre.  
L'assassin présumé, Omer Güney est un Turc de 34 ans, qui avait travaillé en tant qu'agent d'entretien à l'aéroport de Paris-Charles-de-Gaulle. Surtout, il est employé comme homme à tout faire par l'association kurde, notamment comme chauffeur. Lors de l'enquête, les experts le désignent comme un « familier » et un « professionnel ». Un reportage de TF1 montre qu'après l'assassinat, il est l'une des premières personnes accourues au pied de l'immeuble.  
Les caméras de vidéosurveillance ont permis d'attester sa présence à l'intérieur de l'immeuble, à l'heure estimée de la mort, entre 12 h 11 et 12 h 56. De la poudre a également été relevée sur sa sacoche.
Les experts de la police technique et scientifique ont fait décrypter son téléphone portable Nokia en restaurant d'anciens fichiers effacés. Ces images prouvent que le 8 janvier — la veille de l'assassinat — Ömer Güney est rentré entre 4 h 23 et 5 h 33 dans les locaux de l'association kurde à Villiers-le-Bel pour photographier 329 fiches d'adhérents. Deux jours avant, il avait pris en photo les comptes retraçant l'activité de racket auprès de la communauté. 
Quelques mois après ces assassinats, un enregistrement audio d’une conversation entre Ömer Güney et des agents des services secrets turcs (MIT), ainsi que des notes, sont mis en ligne anonymement. Les armes qu'il s'est procuré sont détaillées dans cet enregistrement audio, deux armes, un silencieux, 3 chargeurs et 5 boites de munitions de 9 mm. Ömer Güney avait également des photos de centaines de militants kurdes dans son téléphone.
La juge d'instruction antiterroriste Jeanne Duyé est chargée de l’enquête. En septembre 2013, l'ordinateur de la magistrate est volé à son domicile lors d’un étrange cambriolage, et un projet d'évasion d'Ömer Güney est déjoué : l'homme, incarcéré depuis le 21 janvier 2013 près de Paris, comptait s'évader « avec l'aide d'un membre du MIT ».
La magistrate, au-delà d'une possible implication des services secrets turcs, n'a pas réussi à établir qui étaient les commanditaires : ont-ils agi « avec l'aval de leur hiérarchie » ou « à l'insu de leur service afin de le discréditer ou de nuire au processus de paix », entamé à l'époque entre Ankara et le PKK ? Pour la première fois dans une affaire de crime politique, un service secret étranger, le MIT, est incriminé par le procureur de la république.
Le 13 décembre 2016, Ömer Güney est transporté d’urgence du centre pénitentiaire de Fresnes à l'hôpital de la Salpêtrière. Depuis longtemps atteint d’un cancer du cerveau, il a été contaminé par la légionellose et meurt d’une pneumonie le 17 décembre, cinq semaines avant le début de son procès,.

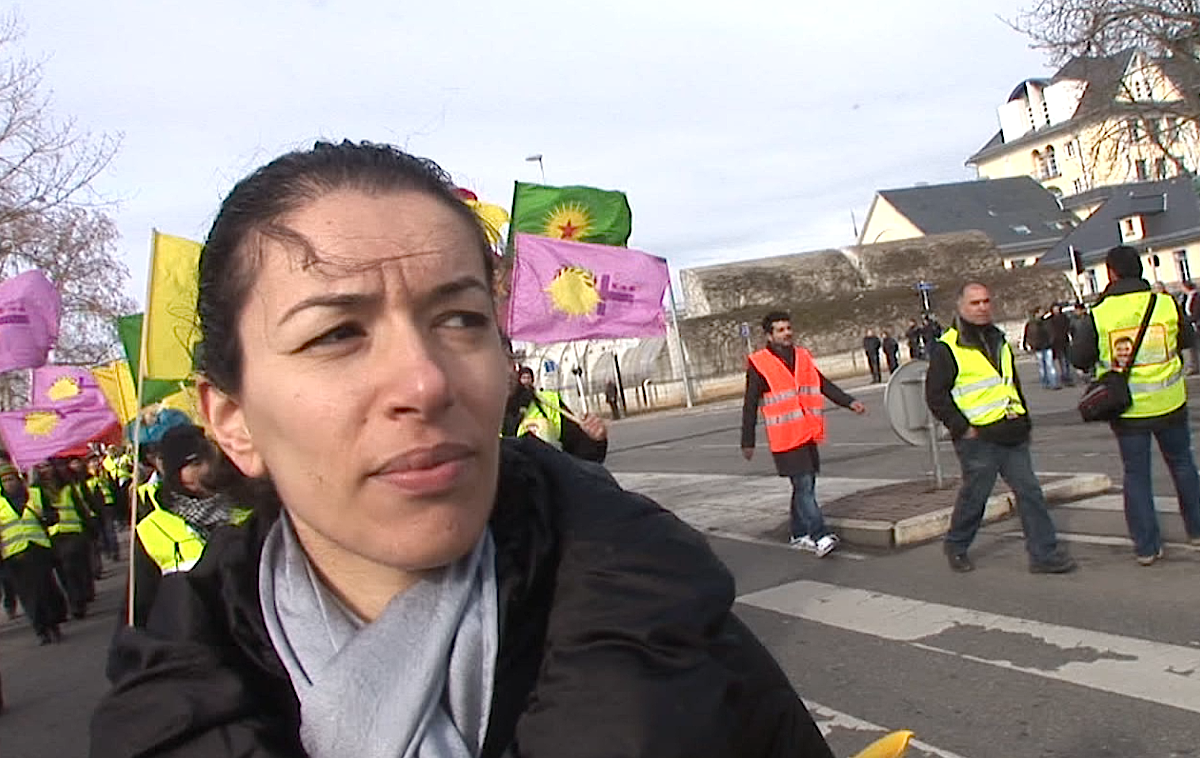
Fidan Doğan à Strasbourg en 2012.

Eyyup Doru, représentant du parti kurde Parti démocratique des peuples (HDP) en Europe, émet l'hypothèse que c'est Fidan Doğan qui était visée dans ce triple assassinat et, à travers elle, la France. Cette jeune femme, « très intelligente, selon l’avocate Sylvie Boitel, et qui possédait fait rarissime, les codes des trois cultures : turque, kurde et française » avait, selon l’une de ses amies, « rencontré le président François Hollande au moins trois fois alors qu'il était premier secrétaire du Parti socialiste » et entretenait de nombreux liens avec les autorités politiques françaises. Fidan Doğan a été exécutée d'une balle dans la bouche, une manière de signifier que désormais, elle ne parlerait plus.
Deux officiers traitants du MİT, Erhan Pekçetin et Aydın Günel, enlevés par le PKK dans le nord de l'Irak en août 2017 et possiblement décédés lors de l'opération Claw-Eagle 2 de février 2021, ont confirmé à leurs gardiens que l’assassinat des trois militantes kurdes à Paris était l'œuvre du MİT (mais leurs aveux pouvaient être sujets à caution).
En outre, les autorités turques refusent de répondre aux demandes de la justice française. Par ailleurs, les services secrets français font obstacle à la fourniture du dossier en leur possession à demande de la juge d'instruction. Le 5 janvier 2018, Emmanuel Macron annonce, à l'issue d'une visite du président turc Erdoğan, que la France prend les mesures nécessaires pour lutter sur son sol contre le PKK qu'elle considère comme organisation terroriste.
L'action publique s'étant éteinte avec la mort d'Ömer Güney, les familles des victimes décident en mars 2018 de se constituer parties civiles en faisant état d'éléments supplémentaires, lesquels pointent la possible responsabilité des services secrets turcs, conduisant à la réouverture du dossier le 14 mai 2019 pour les faits de complicité d’assassinats en relation avec une entreprise terroriste et d’association de malfaiteurs terroriste criminelle. Selon la juge d'instruction chargée du dossier, « l’enquête judiciaire a mis en évidence que l’un des mobiles les plus plausibles de ce triple assassinat pouvait être mis en relation avec les activités supposées d’Ömer Güney [le tireur présumé] en France au sein des services secrets turcs [MIT]. »
La justice belge a également pointé les rapports entre Ismail Hakki Musa, ambassadeur de Turquie en France lors du triple assassinat, et une équipe du MIT suspectée de préparer un « attentat potentiellement imminent contre des politiciens kurdes de premier plan en Belgique ». Le commando pourrait aussi être impliqué dans l'assassinat des militantes kurdes.  Ismail Hakki Musa était numéro 2 des services secrets turcs lors du triple assassinat.
Depuis la réouverture du dossier, la justice française est confrontée au refus du gouvernement français de lever le secret-défense sur les écoutes réalisées sur des agents turcs installés en France soupçonnés d’être liés au triple assassinat, empêchant l'instruction de progresser.

## Ouvrage
- Triple assassinat au 147, rue Lafayette, de Laure Marchand, chez Actes Sud

## Documentaire
- Paris, secrets d'espions, de Nicolas Bourgouin et Amandine Stelletta, France 5, 84 min, 13 mars 2022.